# Coprophanaeus pecki
Coprophanaeus pecki är en skalbaggsart som beskrevs av Henry Fuller Howden och Young 1981. Coprophanaeus pecki ingår i släktet Coprophanaeus och familjen bladhorningar. Inga underarter finns listade i Catalogue of Life.